# 10 opowieści
10 opowieści (oryg. Dus Kahaniyaan, hindi: दस कहानियां, urdu: دس کہانیاں) – indyjski film składający się z 10 opowieści zrealizowanych przez 6 reżyserów, w których występuje wielu znanych aktorów indyjskich m.in. Sanjay Dutt, Manoj Bajpai, Anupam Kher, Shabana Azmi, Naseeruddin Shah, Nana Patekar, Dia Mirza, Sunil Shetty i inni. Pięć historii reżyserował Sanjay Gupta, autor Zinda, Musafir, czy Kaante.
Film był nagrywany w Indiach (Mumbaj, Goa), Bangkok (Tajlandia) i w Londynie.

## Obsada (w 10 opowiadaniach)

### 1 historia
Matrimony (reż. Sanjay Gupta, zainspirowane przez Roalda Dahla opowiadanie Mrs. Bixby and the Colonel's Coat)
- Arbaaz Khan
- Mandira Bedi
- Sudhanshu Pandey

### 2 historia
High on the Highway (reż. Hansel Mehta)
- Jimmy Shergill
- Masumeh Makhija

### 3 historia
Pooranmasi (reż. Meghna Gulzar)
- Amrita Singh
- Parmeet Sethi
- Minissha Lamba

### 4 historia
Strangers in the Night (reż. Sanjay Gupta)
- Mahesh Manjrekar
- Neha Dhupia

### 5 historia
Zahir (reż. Sanjay Gupta)
- Manoj Bajpai
- Dia Mirza

Mumbaj. Sahil (Manoj Bajpai) wprowadzając się do wieżowca spotyka się z serdecznym przyjęciem ze strony sąsiadki z naprzeciwka. Wkrótce on i piękna Sia (Dia Mirza) stają się przyjaciółmi. Rozmawiają ze sobą godzinami, śmieją się razem, cieszą się sobą. Jednak, gdy zakochany Sahil próbuje pewnego razu pocałować Się, ta odtrąca go szorstko...

### 6 historia
Lovedale (reż. Jasmeet Dhodi)
- Anupam Kher
- Aftab Shivdasani

### 7 historia
Sex on the Beach (reż. Apoorva Lakhia)
- Dino Morea
- Tarina Patel

### 8 historia
Rice Plate (reż. Rohit Roy)
- Shabana Azmi
- Naseeruddin Shah

### 9 historia
Gubbare (reż. Sanjay Gupta)
- Nana Patekar
- Rohit Roy
- Anita Hassanandani

### 10 historia
Rise & Fall (reż. Sanjay Gupta)zainspirowane przez Ching Po-Wong's Blood Brothers
- Sanjay Dutt
- Sunil Shetty

## Muzyka i piosenki
| Piosenkę       | śpiewa(ją)                     | do tekstu          | autor muzyki     |
| -------------- | ------------------------------ | ------------------ | ---------------- |
| Aaja Soniye    | Shweta Vijay, Sudhanshu Pandey | Virag Mishra       | Gourov Dasgupta  |
| Bhula Diya     | Anand Raj Anand                | Ibrahim Ashq       | Anand Raj Anand  |
| Bin Tum        | K.K                            | Panchhi Jalonvi    | Anand Raj Anand  |
| Dus            | Aanchal, K.K                   | Virag Mishra       | Gourov Dasgupta  |
| Jaaniye        | Aanchal, Sunidhi Chauhan       | Virag Mishra       | Gourov Dasgupta  |
| Kaala Peela    | Shafqat Ali Khan               | Virag Mishra       | Shafqat Ali Khan |
| Mushkil Kushaa | Kshitij                        | Panchhi Jalonvi    | Bappi Lahiri     |
| Nach Le Soniye | Mika Singh                     | Virag Mishra       | Gourov Dasgupta  |
| O Maahiya      | Shweta Vijay, K.K              | Panchhi Jalonvi    | Gourov Dasgupta  |
| Vichodeya Ne   | Shafqat Ali Khan               | Ambar Hoshiyarpuri | Shafqat Ali Khan |